# Alhadas
Alhadas ist eine Gemeinde (Freguesia) in Portugal und gehört zum Kreis (Concelho) von Figueira da Foz.

## Geschichte
Die hier gefundenen Spuren (Dólmen das Carniçosas) menschlicher Besiedlung führen zurück bis in die Jungsteinzeit.

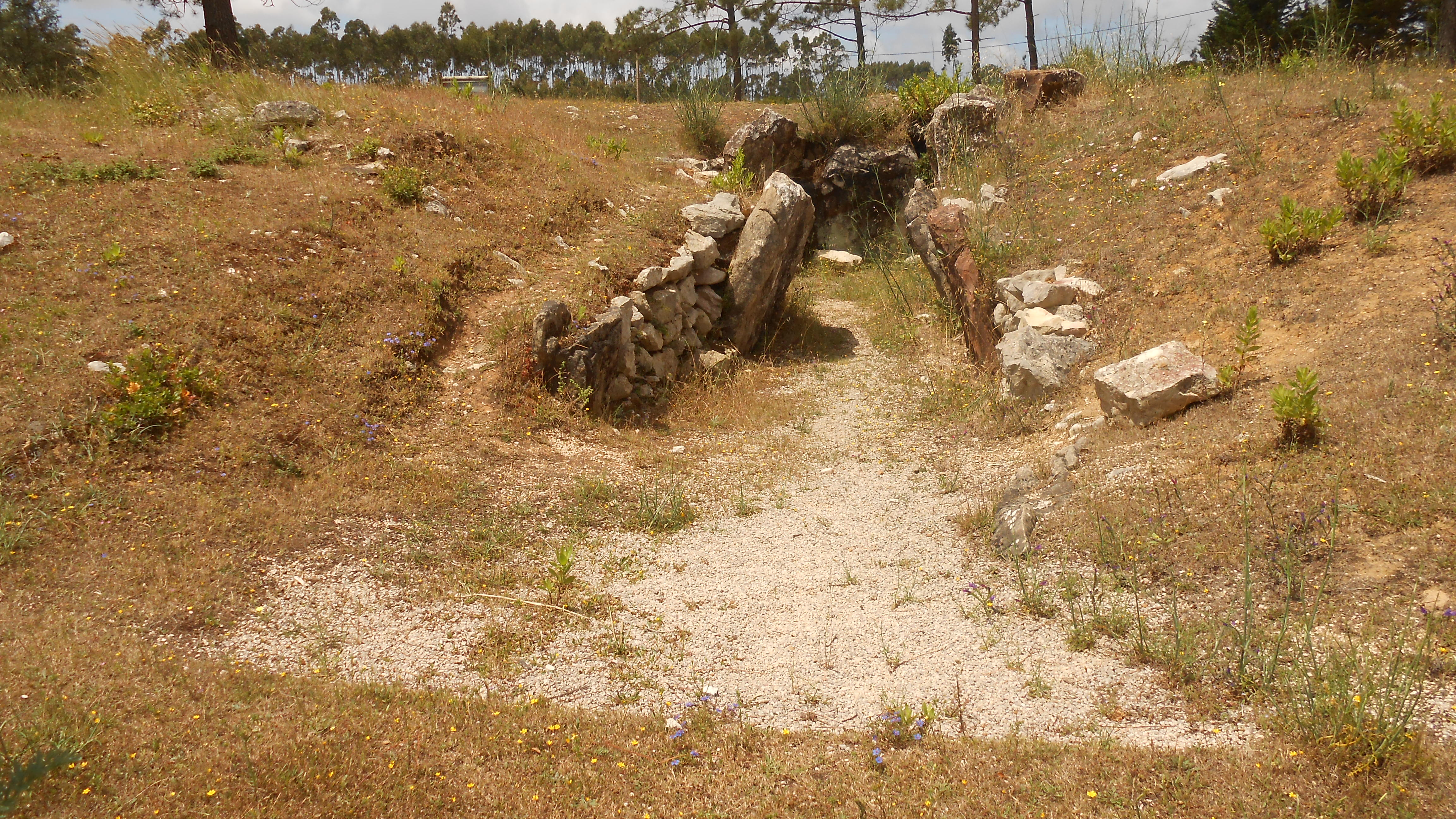
Dólmen das Carniçosas

Der heutige Ort weist eine Reihe maurischer Hinterlassenschaften auf, doch erst im 12. Jahrhundert ist der Ort erstmals eindeutig als Vila de Alhadas dokumentiert.
1514 erhielt Alhadas Stadtrechte ("Foral") durch König Manuel I., und bildete einen eigenständigen Kreis. Später gehörte Alhadas zum Kreis von Maiorca, mit dessen Auflösung und Angliederung an den Kreis von Figueira da Foz auch Alhadas 1853 zum Kreis Figueira kam.
1989 wurde der Ort zur Vila (Kleinstadt) erhoben.

## Kultur, Sport und Sehenswürdigkeiten
Eine Reihe Kulturvereine und sozialer Einrichtungen bieten vielfältige Aktivitäten, darunter die Sociedade Boa União Alhadense mit ihrem 1854 erbauten Gebäude in Alhadas. Dazu sind hier zwei Volkstanz-Gruppen (Rancho Folclórico), mehrere Orchester und Blasorchester aktiv, und mit dem 1924 erbauten Ateneu Alhadense auch ein Amateurtheater mit eigenem Gebäude.
Mit dem Dólmen das Carniçosas liegt eine bedeutende Fundstätte der Megalithkultur an der Rota Megalitismo die als thematischer Rundweg durch das Gemeindegebiet führt.

## Wirtschaft
Neben kleineren Unternehmen der Holz- und Metall-Verarbeitung, des Baugewerbes, des Bäckereihandwerks, der Pyrotechnik, Keramikherstellung und des Handels wird auch, trotz geschwundener Bedeutung, noch Landwirtschaft betrieben, und Sand abgebaut. Der Fremdenverkehr beginnt mit dem Turismo rural langsam an Bedeutung zu gewinnen.

## Verwaltung

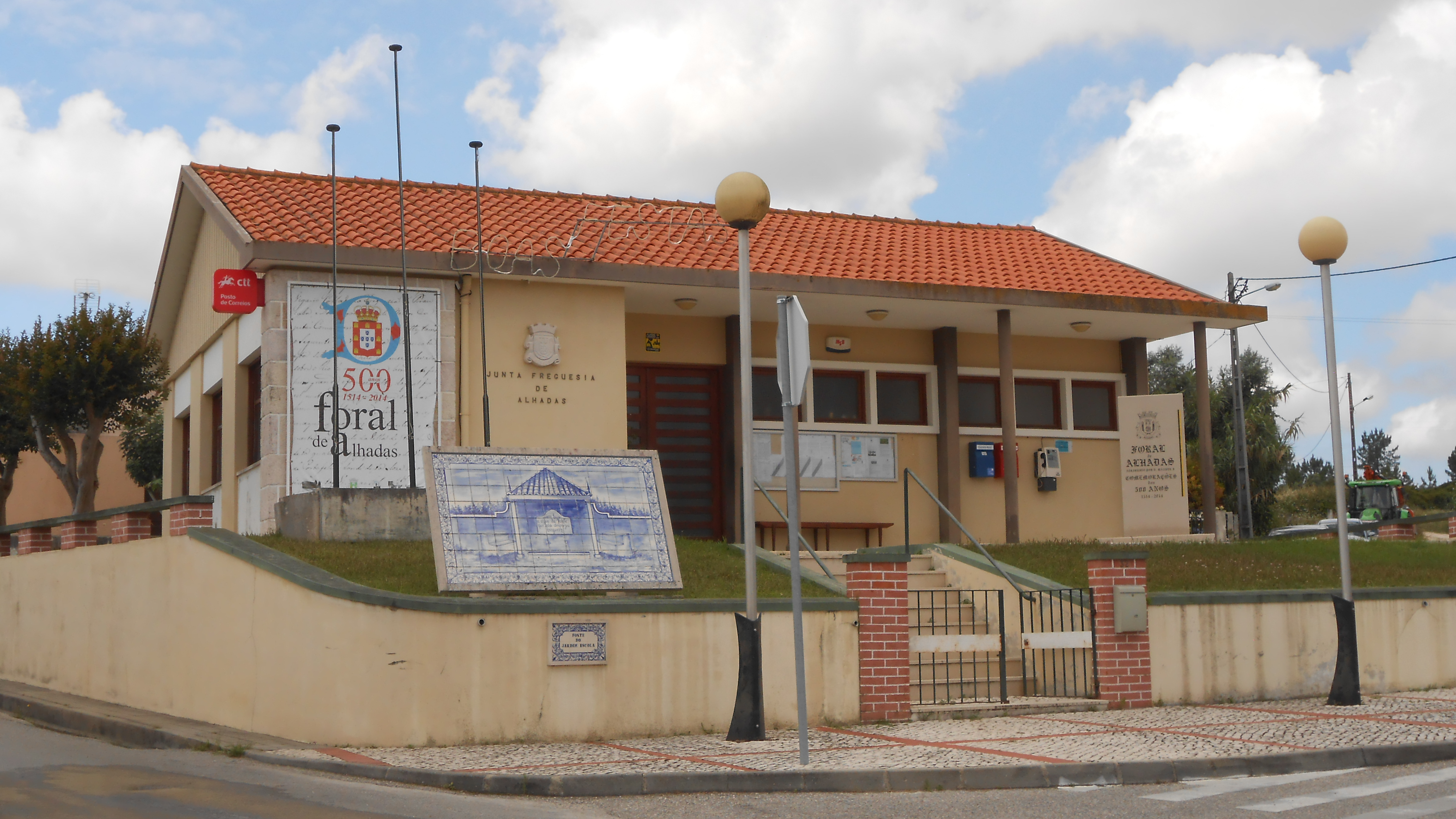
Die Gemeindeverwaltung in der Ortschaft Alhadas de Baixo

Alhadas ist Sitz einer gleichnamigen Gemeinde (Freguesia) im Kreis (Concelho) von Figueira da Foz, im Distrikt Coimbra. Am 30. Juni 2011 hatte die Gemeinde 4082 Einwohner auf einer Fläche von 28,9 km².
Folgende Orte gehören zur Gemeinde Alhadas:
| - Alhadas de Baixo - Alhadas de Cima - Serra das Alhadas - Carvalhal - Porto Carvalhal - Redondos - Seixido - Guadelupe - Broeiras | - Porto Liceia - Bernardas - Casal do Grelo - Esperança - Pincho - Santo Amaro da Amoreira - Areia - Bica - Caceira |

Zudem wurde Alhadas im Zuge der kommunalen Neuordnung Portugals am 29. September 2013 um die aufgelöste Gemeinde Brenha erweitert. Damit gehören auch folgende Ortschaften zum Gemeindegebiet:
- Brenha
- Cabanas
- Lírio
- Vale do Jorge
- Fonte Casal
- Estrerneira
- Cova da Serpe (zum Teil)

## Verkehr

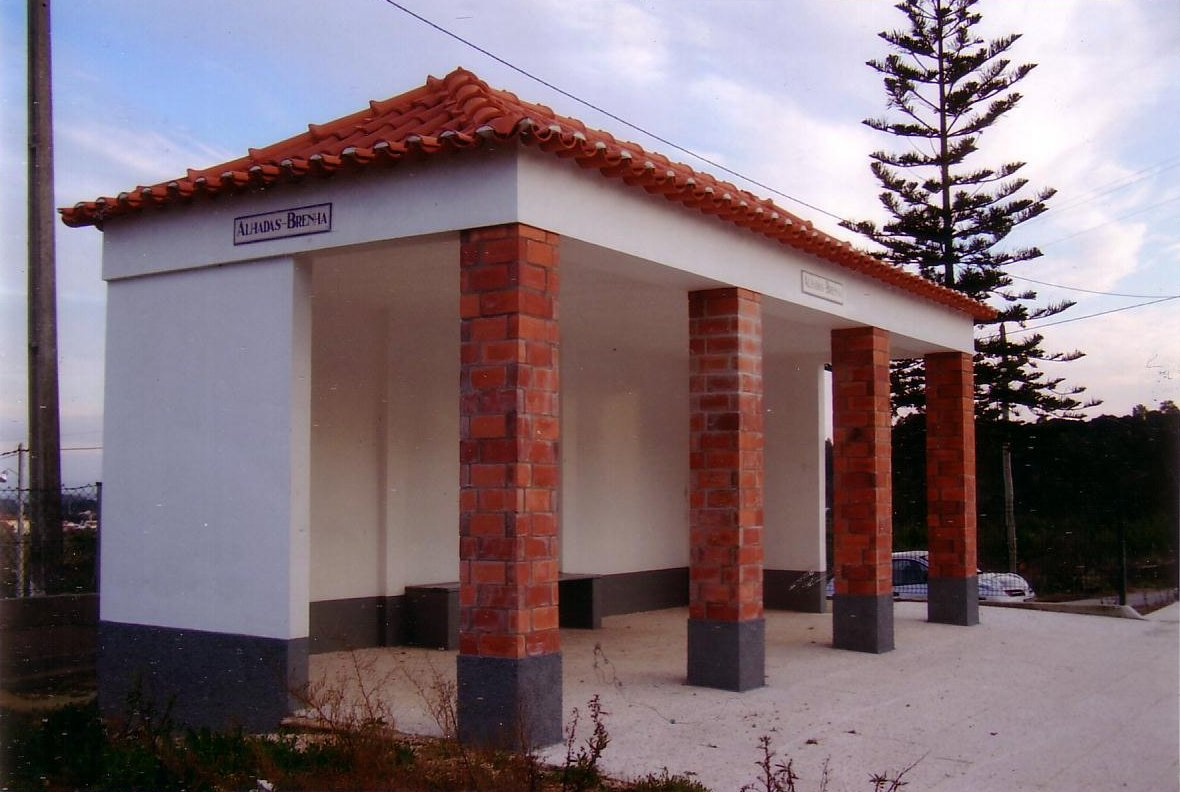
Der Haltepunkt Alhadas – Brenha

Alhadas war bis 2009 mit dem Haltepunkt Alhadas-Brenha  des Ramal da Figueira da Foz an das Eisenbahnnetz angeschlossen, seither ist die Strecke von der CP  bis auf Weiteres ausgesetzt.
Der Ost ist über die Nationalstraße N109 (Ausfahrt Brenha/Alhadas) und die Autobahn A14 zu erreichen, mit der Ausfahrt Maiorca/Alhadas.
Die Gemeinde ist an den Öffentlichen Nahverkehr des Kreises Figueira angebunden (private Buslinien in städtischer Konzession).